# Connecticut Sun
El Connecticut Sun és un equip de bàsquet professional nord-americà que des de 2003 té seu a Uncasville, Connecticut. Competeix a la Conferència Est de la Women's National Basketball Association (WNBA).
Juntament amb les Minnesota Lynx, el club es va fundar el 1999 com a part de l'ampliació de la lliga de deu a dotze equips. Inicialment conegut com a Orlando Miracle, el club va començar la seva trajectòria a Florida, com a equip associat als Orlando Magic de l'NBA. A causa de problemes financers, el Miracle es va veure al límit de la desaparició fins que la tribu índia Mohegan va adquirir i traslladar l'equip al complex Mohegan Sun, esdevenint així la primera tribu de nadius americans propietària d'una franquícia esportiva professional. El nom del club deriva de la seva vinculació amb Mohegan Sun, mentre que el logotip representa una interpretació moderna d'un antic símbol Mohegan.
Gràcies a la popularitat del bàsquet femení a Connecticut, impulsada per l'èxit dels UConn Huskies, el Sun va destacar com l'única franquícia de la WNBA que no compartia mercat amb un equip de l'NBA des del 2003, fins que els SuperSonics van marxar de Seattle, deixant les Storm com a úniques representants del bàsquet professional a l'estat de Washington.
Des del seu trasllat a Connecticut, les Sun s'han classificat per als playoffs de la WNBA en vuit dels catorze anys.

## Història

### Orlando Miracle (1999-2002)
Abans del trasllat a Connecticut el 2003, la franquícia operava sota el nom d'Orlando Miracle. Aquest equip jugava els seus partits com a local al TD Waterhouse Center d'Orlando, Florida, i era l'equip germà dels Orlando Magic de l'NBA. Després de la temporada 2002, l'NBA va vendre les franquícies de la WNBA als operadors dels respectius equips, provocant una onada de contraccions, trasllats i incerteses laborals. La propietat dels Magic va decidir no mantenir els drets del Miracle i, sense una associació local viable, l'equip va cessar operacions. Posteriorment, la tribu índia Mohegan va adquirir la franquícia.
El 28 de gener de 2003 es va anunciar el trasllat immediat de l'equip a Uncasville, Connecticut, amb un nou nom: Connecticut Sun, inspirat en el casino Mohegan Sun. Tant el sobrenom com l'esquema de colors i el logotip del Sun compartien semblances amb els de l'antiga franquícia de Florida, la Miami Sol, dissolta simultàniament.

### Trasllat a Connecticut
Amb un nou escenari a Uncasville i dos exjugadors dels UConn Huskies a l'equip, el Sun va començar la temporada 2003 amb l'objectiu de millorar el rendiment de l'any anterior, en què van quedar fora dels playoffs en un desempat amb els Indiana Fever. Durant la temporada baixa, el Sun va reestructurar-se completament: va seleccionar Debbie Black al draft de dispersió i va adquirir l'exestrella de Connecticut Rebecca Lobo, un altre punt d'atracció local que es va sumar a Nykesha Sales. Chris Sienko, director general, va contractar Mike Thibault com a entrenador principal, un veterà amb dos títols de l'NBA com a assistent dels Los Angeles Lakers.
El Sun va debutar a casa el 24 de maig de 2003 contra les campiones defensores Los Angeles Sparks, en un partit televisat per ABC davant 9.341 espectadors. Tot i la derrota, l'equip va aconseguir un rècord de 18-16, assegurant així el seu primer lloc als playoffs des del trasllat. A la primera ronda, van derrotar els Charlotte Sting, però van caure davant els Detroit Shock a les finals de la Conferència Est.

### Creixement i èxits posteriors
Després de la retirada de Rebecca Lobo al final de la temporada 2003, el Sun va mantenir el seu nucli amb jugadores com Katie Douglas, Nykesha Sales i Taj McWilliams-Franklin, reforçat amb adquisicions destacades com Asjha Jones i Lindsay Whalen, seleccionada al draft de 2004. Aquest equip renovat va assolir un altre rècord de 18-16 i va arribar fins a les finals de la WNBA en la seva segona temporada, on van perdre una disputada sèrie contra les Seattle Storm.

## Seu habitual
El Sol juga al Mohegan Sun Arena. Mohegan Sun és propietat de la tribu Mohegan. L'arena es troba al casino Mohegan Sun, a Uncasville, Connecticut. Malgrat la inclusió de Connecticut al nom, ja que les tribus natives americanes són entitats sobiranes i com que el Mohegan Sun Arena es troba a la reserva de Mohegan, l'equip tècnicament no està sota la jurisdicció de l'Estat de Connecticut, tot i que l'equip encara es considera ubicat a Connecticut, no només sota la jurisdicció del govern estatal. Mohegan Sun Arena és més petit que la majoria d'altres àrees de la WNBA, amb una capacitat màxima (nivells inferior i superior) per a un partit de bàsquet de 9.323. The Sun és una de les úniques franquícies esportives de primer nivell ubicades a l'estat de Connecticut, juntament amb els New England Black Wolves de la National Lacrosse League, que també són propietat de la tribu Mohegan i que també juguen al Mohegan Sun Arena, i la Connecticut Whale de la National Women's Hockey League, que es troba a Danbury.
El Mohegan Sun Arena està situat al centre de la zona comercial del casino Mohegan Sun.

## Uniformes
1999-2002: per als jocs a casa, el Miracle portava blanc amb blau als laterals / espatlles i text del logotip de Miracle blanc al pit. Per als jocs fora de casa, blau amb blanc als laterals i text del logotip de Miracle blanc al pit. El logotip de Miracle es troba als pantalons curts.
2003: per als jocs a casa, el Sun portava blanc amb vermell sol als laterals i text vermell amb el logotip de Sun blasonat al pit. Per als jocs fora de casa, vermell pur amb rivets daurats als laterals i text del logotip Sun daurat al pit. El logotip de Sun es troba als pantalons curts.
2004-2006: per als jocs a casa, el Sol portava blanc amb vermell sol als laterals i text vermell al logotip de Sun al pit. Per als jocs fora de casa, de color blau amb vermell sol i adorns daurats als laterals, així com text del logotip de Sun daurat al pit. El logotip de Sun es troba als pantalons curts.
2007: per als jocs a casa, el Sol vestia de color blanc amb imatges de sols bàsics adornats als laterals i el text del logotip de Sun al pit. Per als jocs fora de casa, blau amb imatges de sols bàsics als laterals i text del logotip de Sun daurat al pit. El logotip de Sun es troba als pantalons curts.
2008-2010: per als jocs casolans, el Sun vestia de color blanc amb la paraula Connecticut impresa verticalment als laterals i el text del logotip de Sun blasonat al pit. Per als jocs fora de casa, el Sol portava blau amb la paraula Sol impresa verticalment als laterals i el text daurat Connecticut al pit. El logotip de Sun es troba als pantalons curts.
2011–2015: per als jocs de casa, el Sun porta blanc amb ratlles verticals blaves als laterals i el text del logotip de Sun blasonat al pit. Per als jocs fora de casa, el Sol porta blau amb ratlles verticals blanques adornades als laterals i text Connecticut daurat al pit. El logotip de Sun es mostra a l'espatlla esquerra.
2015 – actualitat: Frontier Communications pren el relleu com a patrocinador de la samarreta.
2016: com a part d'una iniciativa de tota la lliga per a la seva vintena temporada, tots els jocs presentaven enfrontaments uniformes de tots els colors. Per tant, el Sol va presentar un uniforme taronja mentre conservava la samarreta blava de la temporada anterior.
2021–present: Com a tercera samarreta (coneguda com a Rebel Edition, la Tribu Mohegan va afegir la paraula Keesusk (la paraula que significa sol en la llengua mohegan) a la part frontal amb text blanc. La samarreta és blava en honor de Gladys Tantaquidgeon, la curandera de la tribu que va morir el 2005, als 106 anys. La vora de les mànigues de la tercera samarreta presenta símbols repetits que representen el camí de la vida i les icones de l'escot representen canoes que la tribu havia utilitzat abans.

## Direcció, entrenadors i personal

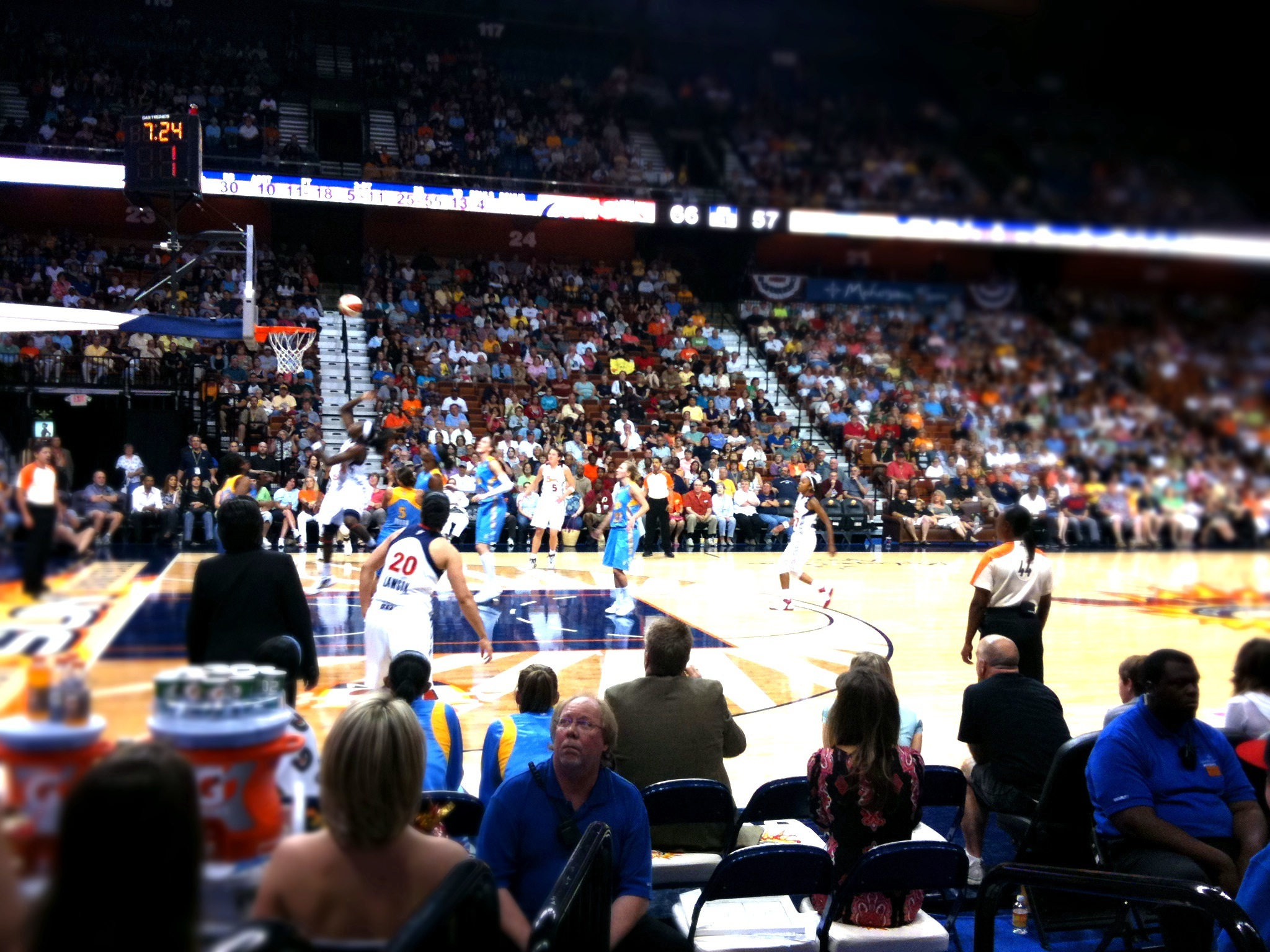
El Mohegan Sun Arena, estadi on les Sun juguen com a locals.

### Propietaris
RDV Sports, Inc., propietari de l'Orlando Magic (1998-2002)
Mohegan Sun (2003 – actualitat)

### Directors generals
- Carolyn Peck (1998-2001)
- Dee Brown (2002)
- Chris Sienko (2003-2016) [52]
- Curt Miller (2016-actualitat)

### Entrenadors ajudants
- Rick Stukes (1999-2000)
- Charlene Thomas-Swinson (1999-2001)
- Michael Peck (2001)
- Vonn Read (2002)
- Valerie Still (2002)
- Bernadette Mattox (2003-2012)
- Scott Hawk (2003-2012) [53]
- Catherine Proto (2013)
- Jennifer Gillom (2013-2015)
- Steven Key (2014-2015)
- Nicki Collen (2016-2017)
- Steve Smith (2016-2018)
- Brandi Poole (2018-actualitat)
- Chris Koclanes (2019-actualitat)

## Cobertura dels mitjans
Actualment, els drets televisius del Sun estan en mans de NBC Sports Boston. Alguns partits s'emeten a l'emissora germana NECN.
Fins al 2023, els Sun Games es van emetre a NESN. Anteriorment, els partits del Connecticut Sun també es van emetre a WCTX (MyTV 9), una emissora de televisió local de l'estat de Connecticut. Va ser la segona vegada que la WCTX va emetre partits del Sun. També van ser la seu original dels partits del Sun abans de la temporada 2010. Molt sovint, NBA TV va captar la transmissió local, que es mostra a nivell nacional. Els locutors dels partits del Sun a la WCTX van ser Bob Heussler i Rebecca Lobo, Jennifer Rizzotti o Kara Wolters. Del 2012 al 2014, els partits del Sun es van emetre a CPTV Sports (CPTV-S). Per a la temporada 2011, els partits del Sun es van emetre a Comcast Sports Net New England, amb Mike Gorman com a locutor.
A més de Mike Gorman, els comentaristes del passat han inclòs Leah Secondo i Kara Wolters.
Les emissions d'àudio de tots els partits a casa les fa Bob Heussler, que (excloent els partits sense cobertura, en aquest cas estan disponibles a ESPN3.com) es transmeten a les transmissions de joc WNBA League Pass al lloc web de la lliga. A més, alguns partits del Sun es retransmeten a nivell nacional per CBS (localment a través de WFSB), CBS Sports Network, Ion Television (localment a través de WHPX), ESPN, ESPN2 i ABC (localment a través de WTNH).

## Seleccions del draft
Draft d'expansió de 1999: Andrea Congreaves (2), Kisha Ford (4), Yolanda Moore (6), Adrienne Johnson (8)
1999: Tari Phillips (8), Sheri Sam (20), Taj McWilliams-Franklin (32), Carla McGhee (44), Elaine Powell (50)
2000: Cintia dos Santos (4), Jannon Roland (20), Shawnetta Stewart (36), Romana Hamzová (52)
2001: Katie Douglas (10), Brooke Wyckoff (26), Jaclyn Johnson (42), Anne Thorius (58)
2002: Davalyn Cunningham (23), Saundra Jackson (39), Tomeka Brown (55)
Draft de Dispersió de Miami/Portland: Debbie Black (6)
2003: Courtney Coleman (13), Lindsey Wilson (34)
Draft de Dispersió  del 2004 de Cleveland: selecció canviada
2004: Lindsay Whalen (4), Jessica Brungo (16), Ugo Oha (24), Candace Futrell (29)
2005: Katie Feenstra (8), Erin Phillips (21), Megan Mahoney (34)
2006: Debbie Merrill (28), Marita Payne (42)
Draft de Dispersió  de Charlotte 2007: es renuncia a la selecció
2007: Kamesha Hairston (12), Sandrine Gruda (13), Cori Chambers (26), Kiera Hardy (39)
2008: Amber Holt (9), Ketia Swanier (12), Jolene Anderson (23), Lauren Ervin (37)
Draft de Dispersió  de Houston del 2009: es renuncia a la selecció
2009: Chante Black (10), Lyndra Littles (17), Alba Torrens (36)
Draft de Dispersió de Sacramento del 2010: DeMya Walker (3)
2010: Tina Charles (1), Danielle McCray (7), Allison Hightower (15), Johannah Leedham (27)
2011: Sydney Colson (16), Adrienne Johnson (28)
2012: Astan Dabo (9), Chay Shegog (21)
2013: Kelly Faris (11), Anna Prins (23), Andrea Smith (35)
2014: Chiney Ogwumike (1), Chelsea Grey (11), DeNesha Stallworth (25)
2015: Elizabeth Williams (4), Brittany Hrynko (19)
2016: Morgan Tuck (3), Rachel Banham (4), Jamie Weisner (17), Aliyyah Handford (27)
2017: Brionna Jones (8), Shayla Cooper (13), Leticia Romero (16), Jessica January (28) 
2018: Lexie Brown (9), Mikayla Cowling (33)
2019: Kristine Anigwe (9), Bridget Carleton (21), Regan Magarity (33)
2020: Kaila Charles (23), Juicy Landrum (35)